# You've Really Got a Hold on Me
You've Really Got a Hold on Me är en låt av The Miracles från 1962. Låten, skriven av Smokey Robinson, var en av gruppens största hitar och nådde åttonde plats på Billboard Hot 100. Den har även blivit känd i en version av The Beatles. 

## The Beatles version
Utöver den i mars något halvfärdiga "Hold Me Tight" blev detta den första låt The Beatles spelade in till sin andra LP. Tanken var att man skulle börja inspelningarna med att först dra igenom några coverlåtar som man kunde väl för att därefter få mer tid till sitt eget material. Man inledde med denna version av en av The Miracles låtar från året innan. Låten spelades in 18 juli 1963 och en del pålägg och efterarbete gjordes 17 oktober 1963. Låten kom med på Beatles andra LP With the Beatles som utgavs i England 22 november 1963. I USA utgavs den 10 april 1964 på en LP vid namn The Beatles' Second Album. 